# Łęki (powiat oświęcimski)
Łęki – wieś sołecka w Polsce położona w województwie małopolskim, w powiecie oświęcimskim, w gminie Kęty.
Łęki liczą 1350 mieszkańców (stan na 31 marca 2013 roku). Sołectwo zajmuje 3,80 km² powierzchni.

## Historia

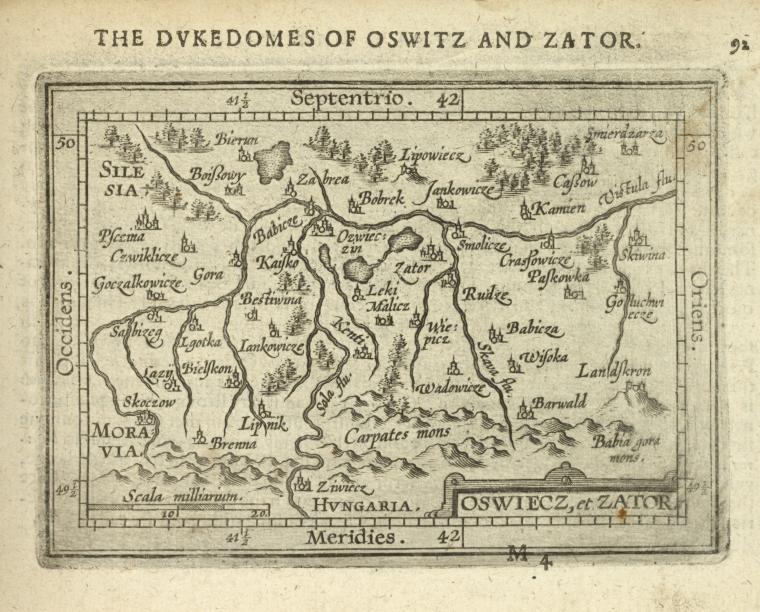
Łęki na mapie Księstwa Oświęcimskiego i Zatorskiego - mapa Abrahama Orteliusa z 1603.

Miejscowość po raz pierwszy wzmiankowana została w 1404. Z kolei w dokumencie sprzedaży księstwa oświęcimskiego Koronie Polskiej przez Jana IV oświęcimskiego wystawionym 21 lutego 1457 wystąpiła jako Lanky.
W 1564 roku wraz z całym księstwem oświęcimskim i zatorskim tereny te znajdowały się w granicach Korony Królestwa Polskiego w województwie krakowskim w powiecie śląskim. Była wsią królewska starostwa oświęcimskiego w powiecie śląskim województwa krakowskiego w końcu XVI wieku. Po unii lubelskiej w 1569 księstwo Oświęcimia i Zatora stało się częścią Rzeczypospolitej Obojga Narodów w granicach, której pozostawało do I rozbioru Polski w 1772.
Po rozbiorach Polski wieś znalazła się w zaborze austriackim. W XIX wieku wymienia ją Słownik geograficzny Królestwa Polskiego jako miejscowość leżącą w powiecie bialskim w Królestwie Galicji i Lodomerii. Pod koniec XIX wieku w miejscowości mieszkało 681 osób wyznania rzymsko-katoliciego. Wieś dzieliła się na dwie części dworską oraz wiejską. Największą własność w miejscowości miała hrabina Adela Borkowska, której posiadłość liczyła 123 morg roli, 29 morg łąk i ogrodów oraz 300 morg lasu. Zamieszkiwało w niej stale 58 osób. Druga część wiejska miała natomiast 408 morg roli, 29 łąk oraz 134 morg pastwisk i nieużytków. We wsi znajdowała się w tym czasie także jednoklasowa szkoła ludowa.
W latach 1975–1998 miejscowość należała administracyjnie do województwa bielskiego.